# Chambœuf (Loire)
Chambœuf ist eine französische Gemeinde mit 1.782 Einwohnern (Stand: 1. Januar 2022) im Département Loire  in der Region Auvergne-Rhône-Alpes. Chambœuf gehört zum Arrondissement Montbrison und zum Kanton Andrézieux-Bouthéon. Die Einwohner werden Chambutaires genannt.

## Geografie
Chambœuf liegt etwa 15 Kilometer nordnordwestlich von Saint-Étienne in der historischen Landschaft Forez. Am Nordrand der Gemeinde fließt der Coise entlang. Umgeben wird Chambœuf von den Nachbargemeinden Saint-Galmier im Norden, Saint-Médard-en-Forez im Nordosten, Aveizieux im Osten, Saint-Bonnet-les-Oules im Süden, Veauche im Südwesten, Rivas im Westen sowie Cuzieu im Nordwesten.

## Bevölkerungsentwicklung
| Jahr                       | 1962 | 1968 | 1975 | 1982 | 1990 | 1999 | 2006 | 2017 |
| -------------------------- | ---- | ---- | ---- | ---- | ---- | ---- | ---- | ---- |
| Einwohner                  | 430  | 445  | 712  | 866  | 1100 | 1358 | 1516 | 1711 |
| Quellen: Cassini und INSEE |      |      |      |      |      |      |      |      |

## Sehenswürdigkeiten

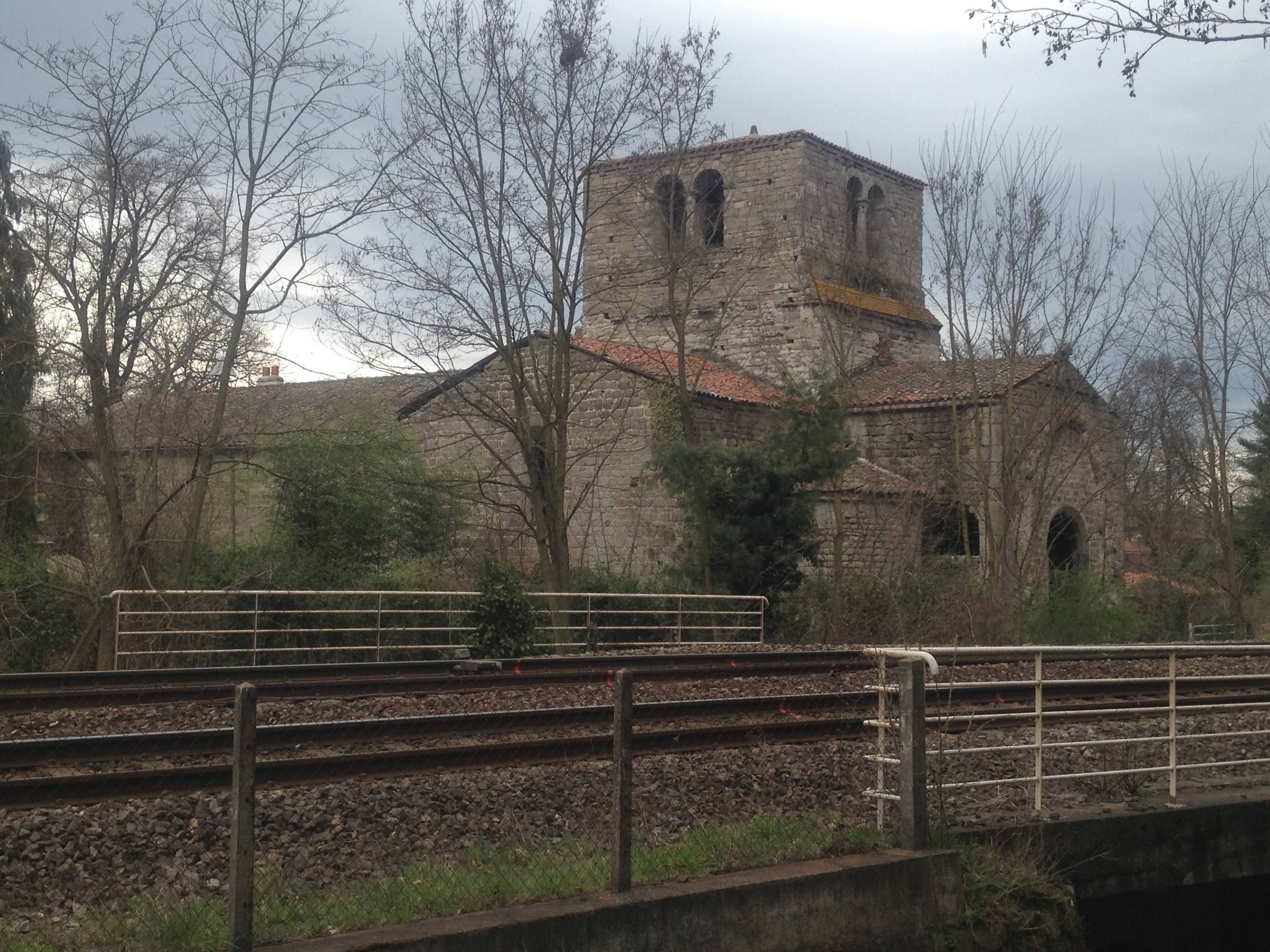
Kloster Jourcey
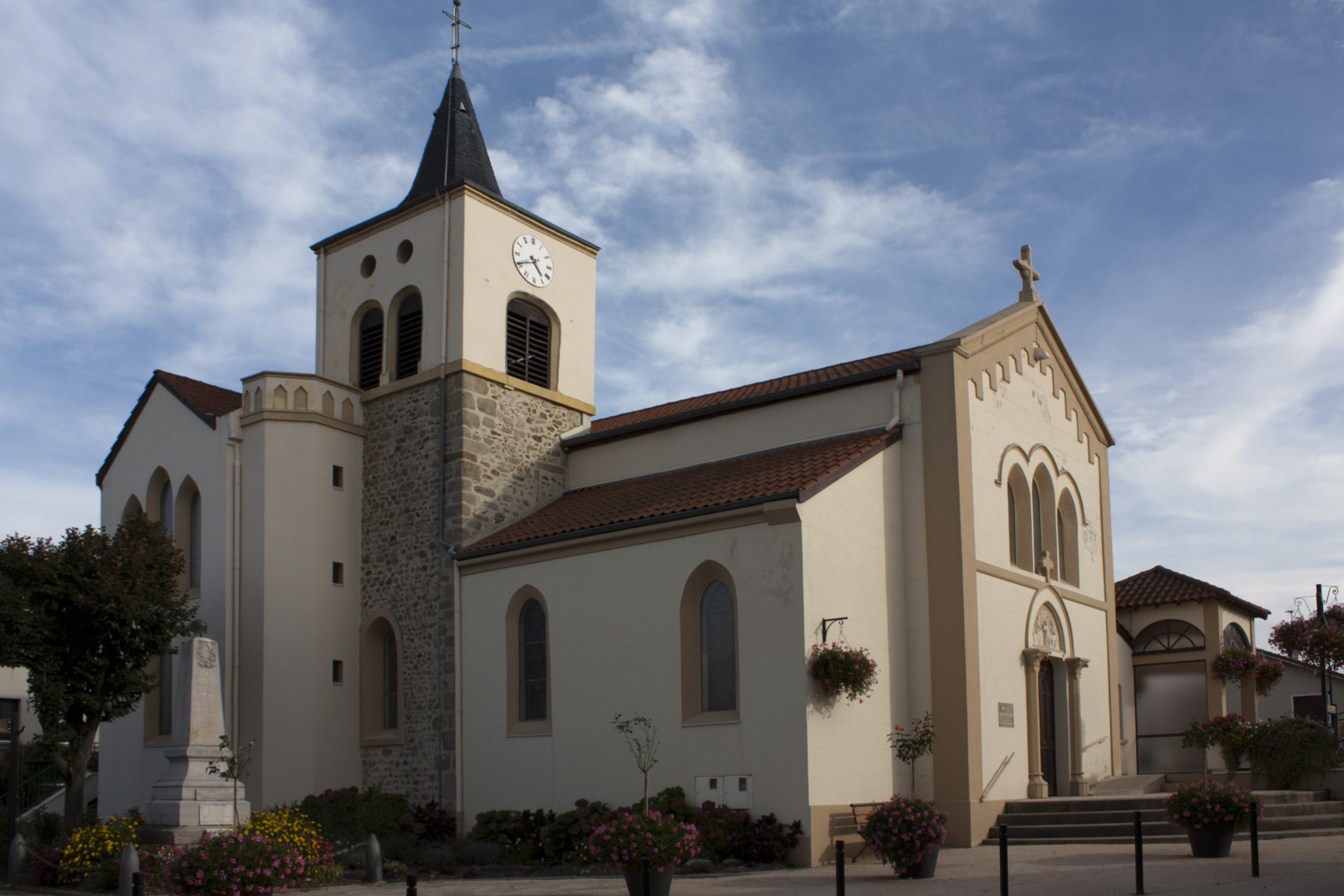
Kirche Sainte-Blandine

- Kloster Jourcey
- Kirche Sainte-Blandine